# VK WorkMail
VK WorkMail (ранее Почта Mail.ru для бизнеса) — почтовый сервис для компаний. Создан на базе почты Mail.ru. Сервис был запущен 10 июля 2013 года, вышел из беты в октябре того же года. В 2016 году вошел в состав единой платформы «VK WorkSpace». Почтовый сервис VK WorkMail доступен на веб-платформе, есть клиентские приложения для Android, iOS, Windows, macOS и Linux. Включен в Единый реестр российских программ для ЭВМ и БД и соответствует всем стандартам Министерства цифрового развития, связи и массовых коммуникаций РФ. Серверы находятся на территории России.

## Функциональность
Сервис объединяет в себе почтовый сервер, календарь, адресную книгу, аудио- и видеозвонки для работы в команде.
Существуют две версии VK WorkMail: 
1. Для малого и среднего бизнеса — SaaS-версия VK WorkMail, развернута на серверах VK.
2. Для больших бизнес-заказчиков — On-premise- или Enterprise-версия. Развертывается локально на мощностях компании и имеет дополнительные возможности: интеграция с системами информационной безопасности, системами DLP и SIEM, возможность настройки функций внутри системы под себя, резервного копирования.

Для обеих версий VK WorkMail можно использовать сторонние клиенты, поддерживающие протоколы IMAP, POP3/SMTP.

### Работа с файлами
Пользователи могут просматривать и редактировать вложенные файлы прямо в почте. Вместе с почтовым ящиком пользователю предоставляется доступ к сервису Облаку Mail.Ru, в котором можно создавать файлы и папки и предоставлять к ним общий доступ.

### Рассылки
В почте можно создавать группы рассылок для командной переписки. Можно создавать общие адреса и добавлять пользователей своего домена в группы рассылок.

### Совместный доступ
В VK WorkMail можно создавать общие ящики, которые будут доступны нескольким пользователям сразу. Они могут читать письма и отвечать на них от общего имени. 
Есть возможность открыть другому сотруднику доступ к почтовому ящику или отдельной папке в нем без логина и пароля. Функция позволяет настроить права доступа для нескольких пользователей в рамках одного почтового ящика, создать фильтры и организовать папки для удобства работы.

### Другие возможности
Также сервис позволяет проводить аудио- и видеозвонки, содержит встроенный календарь с планировщиком и адресную книгу.

## Безопасность и антиспам

### Антиспам и антифишинг
Работа VK WorkMail защищена антиспам- и антифишинг-системами, которые позволяют фильтровать все нежелательные сообщения и письма с вредоносным содержанием. Доступ к почте через сторонние клиенты по протоколам IMAP, POP3 и SMTP осуществляется только по защищенному SSL-соединению.
Для обеспечения безопасности при работе с вложенными файлами реализована интеграция с антивирусным ПО от Лаборатории Касперского.

### Интеллектуальная защита от кибератак
Команда VK WorkMail сотрудничает с внешними исследователями информационной безопасности через программу Bug Bounty и отслеживает утечки баз данных других ресурсов, на которых зарегистрированы пользователи Mail.ru. Также VK WorkMail сохраняет историю входов с устройств и уведомляет о новой авторизации, если в учетную запись вошли с незнакомого браузера или устройства.

### Двухфакторная аутентификация
Для повышения безопасности пользователь может включить двухфакторную аутентификацию. В этом случае при первом входе в учетную запись с нового устройства потребуется ввести код, полученный в SMS-сообщении. В мобильных приложениях для смартфонов на iOS и Android можно ограничить доступ к почте по отпечатку пальца или PIN-коду.

## Администрирование
Администратор может создавать, удалять и блокировать пользователей, а также восстанавливать пароли к почтовым ящикам домена, создавать группы для общения и добавлять новых администраторов, управлять правами доступа и гибко настраивать систему для решения конкретных задач пользователей. Доступна работа с квотами, ограничениями на группы рассылок и переписку с внутренними и внешними адресатами.

## DNS-хостинг
Mail.Ru Group предоставляет возможность делегирования домена. После этого его работоспособность будет обеспечиваться серверами Mail.Ru Group, а DNS-записи будут настроены автоматически.

## Миграция
Можно перенести письма, файлы и события в календарях на VK WorkMail с любого другого POP3-/IMAP-сервера. При миграции на VK Workmail сохраняются домен, переписка и настройки переадресации.
Доступна функция миграции и синхронизации с почтовыми решениями от Microsoft.